# 高松市立浅野小学校
高松市立浅野小学校（たかまつしりつ あさのしょうがっこう）は香川県高松市香川町浅野にある公立小学校。

## 概要
- 所在地:香川県高松市香川町浅野3088番地。

## 沿革
- 1870年（明治3年）2月 - 浅野村郷校を竜口庵に設立し、以後数度の変遷を経る。
- 1887年（明治20年）3月 - 新校舎が完成して、本校に移り、浅野小学校と称する。
- 1891年（明治24年）4月 - 浅野尋常小学校と改称。
- 1901年（明治34年）4月 - 高等科設置し、浅野尋常高等小学校と改称。
- 1941年（昭和16年）4月 - 国民学校令により、浅野村立国民学校と改称。
- 1947年（昭和22年）4月 - 学制改革により、浅野村立浅野小学校と改称。
- 1955年（昭和30年）4月1日 - 合併による香川町発足により、香川町立浅野小学校と改称。
- 1970年（昭和45年）3月 - 南棟鉄筋新校舎第1期工事落成。
- 1971年（昭和46年）3月 - 南棟鉄筋新校舎第2期工事落成。
- 1972年（昭和47年）
  - 5月 - 玄関前造園工事竣工。
  - 6月 - 北棟鉄筋新校舎第3・4期工事落成。
- 1974年（昭和49年）7月 - プール完成。
- 1975年（昭和50年）1月 - 運動場拡張工事完成。
- 1976年（昭和51年）6月 - 体育館新築工事完成。
- 1977年（昭和52年）2月 - 北棟鉄筋新校舎第5期工事完成。
- 1980年（昭和55年）3月 - 鉄筋新校舎第6期工事完成。
- 1984年（昭和59年）3月 - 管理棟落成。
- 1985年（昭和60年）1月 - 「なかよし」像建立する。
- 1986年（昭和61年）3月 - 百周年記念校名碑建立する。
- 1987年（昭和62年）
  - 3月 - 西庭の整備工事完了。
  - 6月 - 南棟校舎階段室改修工事。
  - 11月 - 創立百周年記念式典を挙行し、「八王子に集う」群像を建立。
- 1990年（平成2年）3月 - なかよし山にローラーすべり台を新設する。
- 1991年（平成3年）12月 - 南棟校舎大規模改造工事完了。
- 1992年（平成4年）8月 - 運動場整備工事。
- 1994年（平成6年）
  - 1月 - 北棟校舎改修工事完了。
  - 4月 - なかよし山にすべり台(ベルマークより)設置。
- 1995年（平成7年）8月 - 情報教室設置し、児童用コンピュータ20台を置く。
- 1996年（平成8年）
  - 2月 - 体育館31戸修理。プール機械室に水道設置。
  - 10月 - 校舎大規模改修工事完成。
- 1998年（平成10年）8月 - テレビ会議システム導入。
- 2001年（平成13年）11月 - 緊急通報システム設置。
- 2002年（平成14年）8月 - 下水道接続排水管工事。
- 2003年（平成15年）2月 - 南棟校舎大規模改造及び耐震補強工事。
- 2004年（平成16年）12月 - 校内舗装補修工事、校内掲示板改修工事。
- 2006年（平成18年）
  - 1月1日 - 香川町の高松市との合併により、高松市立浅野小学校と改称。
  - 2月 - プール改修工事。
  - 11月6日 - この日から2007年（平成19年）2月28日まで、体育館、北棟校舎の耐震補強工事実施。
- 2009年（平成21年）
  - 2月 - 体育館前スロープ設置工事。
  - 7月2日 - この日から11月2日まで、南棟校舎の耐震補強工事実施。
- 2010年（平成22年）12月 - 留守家庭児童会(平成23年度から放課後児童クラブに改称)建物工事完了。
- 2015年（平成27年）2月 - 校内各教室空調設備工事完了。
- 2018年（平成30年）6月 - 高松型学校運営協議会発足。
- 2019年（平成31年）2月 - 体育館床、東、南、北面の壁改修工事。

## 通学区域
- 香川町浅野（1293番地6号・49～78号・83号・84号・88号・90～101号、1321番地24～35号・38号・39号・42～48号を除く地域）[1]

## 進学先中学校
- 高松市立香川第一中学校[2]

## 周辺
- 八幡神社 - 敷地が隣接
- 市宮池

## 交通
- 香川町シャトルバス「市宮池」バス停下車後、徒歩約245m・約4分。
- 高松琴平電気鉄道琴平線仏生山駅（西口）から、上述の香川町シャトルバスで11分、「市宮池」バス停下車後、徒歩。

## 通学区域が隣接している学校
- 高松市立川東小学校
- 高松市立大野小学校
- 高松市立仏生山小学校
- 高松市立三渓小学校